# الکساندر پروف
الکساندر پروف (انگلیسی: Aleksandr Perov؛ زادهٔ ۲ ژوئن ۱۹۵۵) دوچرخه‌سوار اهل اتحاد جماهیر سوسیالیستی شوروی است.
وی در مسابقات کشوری و بین‌المللی در مجموع برندهٔ ۱ مدال نقره شده‌است.